# Dancing! Natsu Matsuri
 (mars 2012).
Si vous disposez d'ouvrages ou d'articles de référence ou si vous connaissez des sites web de qualité traitant du thème abordé ici, merci de compléter l'article en donnant les références utiles à sa vérifiabilité et en les liant à la section « Notes et références ».
Singles par Shuffle Units
Summer Reggae! Rainbow
(2001) Chu! Natsu Party
(2001)
 Dancing! Natsu Matsuri  (ダンシング! 夏祭り) est l'unique single du groupe temporaire 10-nin Matsuri (10人祭), sorti en 2001.

## Présentation
Le single sort le 4 juillet 2001 au Japon sur le label zetima, écrit et produit par Tsunku. Il atteint la 7e place du classement de l'Oricon, et reste classé pendant huit semaines, se vendant à 202 660 exemplaires durant cette période. 
C'est l'un des trois singles sortis simultanément dans le cadre de la deuxième édition des Shuffle Units du Hello! Project. Trois groupes temporaires, composés de divers artistes du H!P, sont créés le temps d'un unique single chacun, en compétition amicale pour les ventes de leur disque : 10-nin Matsuri, 7-nin Matsuri (avec Summer Reggae! Rainbow), et 3-nin Matsuri (avec Chu! Natsu Party). C'est 10-nin Matsuri qui en vendra le moins.
La chanson-titre figurera avec celles des deux autres singles sur la compilation d'artistes du H!P Petit Best 2 ~3, 7, 10~ qui sortira en fin d'année, puis sur la compilation Hello! Project Shuffle Unit Mega Best de 2008. 
Chaque shuffle unit de l'année a interprété sa propre version de la chanson en "face B", Hello! Mata Aō ne, sur son propre single. Une version interprétée par les vingt membres des trois groupes réunis figurera aussi sur la compilation Petit Best 2 ~3, 7, 10~.
Le clip vidéo de la chanson-titre figurera sur la vidéo (DVD et VHS, futur "Single V") en commun The 3, 7, 10nin Matsuri qui sortira le 29 août 2001, puis sur les versions DVD des compilations Petit Best 2 ~3, 7, 10~ et Shuffle Unit Mega Best.

## Membres
- Natsumi Abe (Morning Musume)
- Kaori Iida (Morning Musume)
- Kei Yasuda (Morning Musume)
- Hitomi Yoshizawa (Morning Musume)
- Nozomi Tsuji (Morning Musume)
- Megumi Murata (Melon Kinenbi)
- Masae Ootani (Melon Kinenbi)
- Hitomi Saito (Melon Kinenbi)
- Rinne Toda (Country Musume)
- Mika Todd (Coconuts Musume)

## Liste des titres
1. Dancing! Natsu Matsuri  (ダンシング! 夏祭り?)
2. Hello! Mata Aō ne (10-nin Matsuri version) (HELLO！また会おうね(10人祭 version)?)
3. Dancing! Natsu Matsuri (Instrumental)  (ダンシング! 夏祭り...?)